# Neferu II
Neferu II (fl. XXI secolo a.C.) è stata una regina egizia della XI dinastia.
Fu sorella e sposa dell'importante faraone Mentuhotep II, che governò l'Egitto per ben 51 anni nel periodo che va all'incirca dal 2061 al 2010 a.C. e che riunificò il Paese ponendo fine al Primo periodo intermedio dell'Egitto e inaugurando il Medio Regno. Neferu II è conosciuta soprattutto per la sua tomba (TT319) a Deir el-Bahari. Al momento del rinvenimento, la struttura era estremamente danneggiata ma conservava integra la camera sepolcrale e vari frammenti dei rilievi presenti nella cappella funeraria.

I suoi titoli erano Sposa del Re e Figlia del Re. Le iscrizioni tombali la chiamano figlia di una certa Iah, quasi certamente la Iah Madre del Re, che fu madre di Mentuhotep II. Di conseguenza, Neferu II andò in sposa al fratello - cosa estremamente comune nella famiglia reale egizia. Mentuhotep II fu figlio del faraone Antef III, che quindi risulta essere anche il padre della regina Neferu II.  

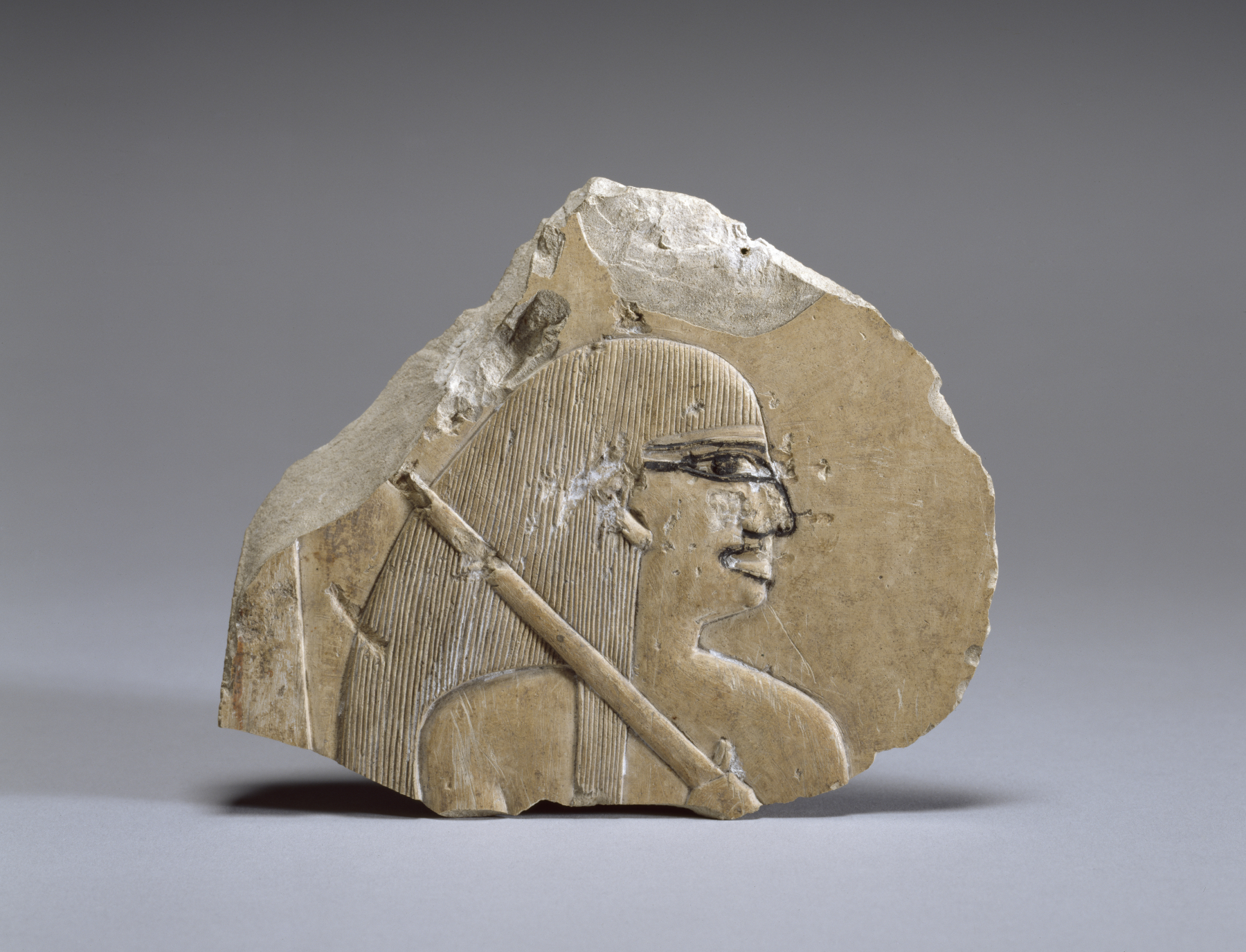
Frammento dei rilievi della tomba di Neferu II raffigurante una donna con parasole. Walters Art Museum
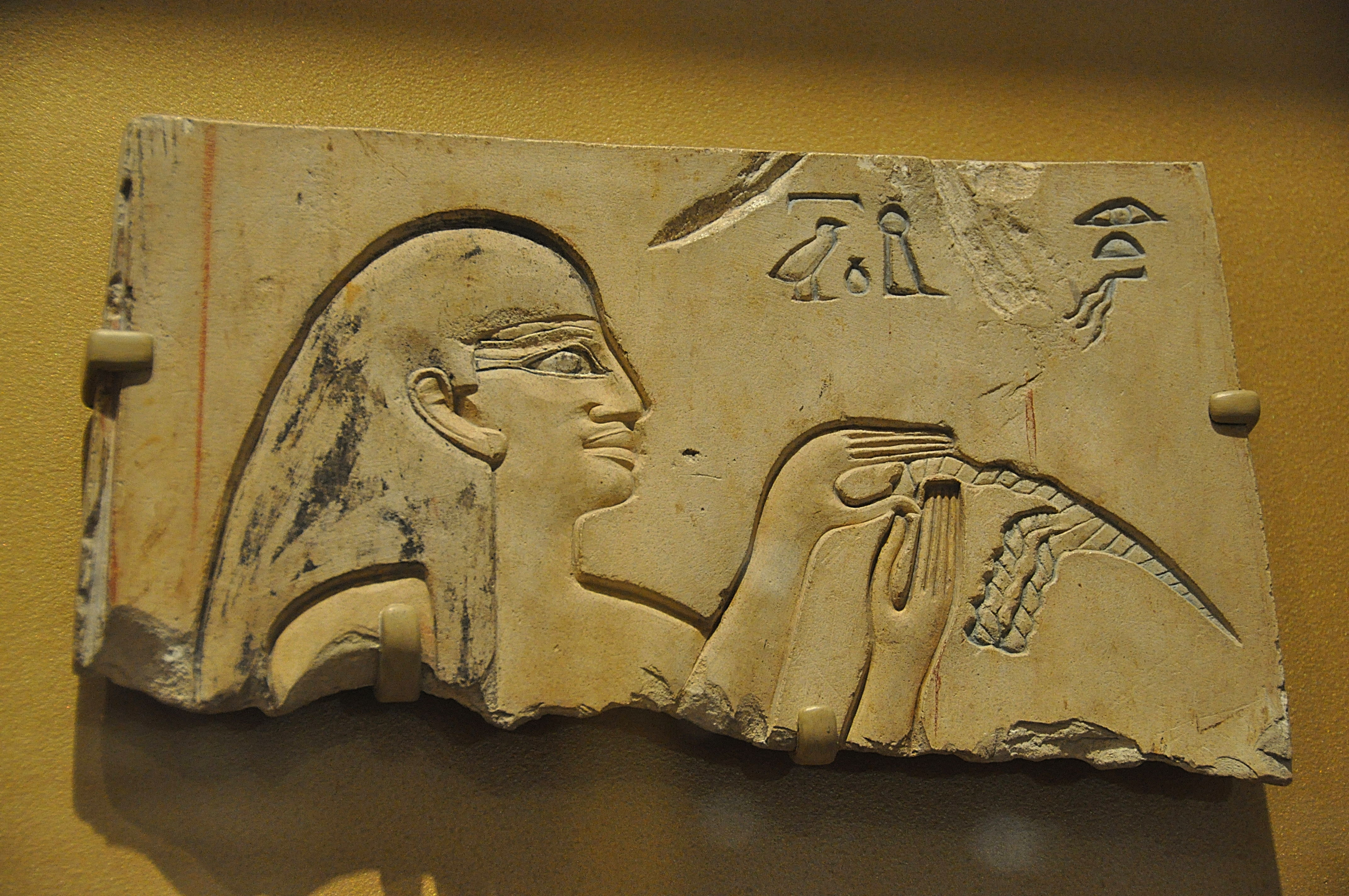
Frammento dei rilievi della tomba di Neferu II raffigurante una parrucchiera. Brooklyn Museum